# Pau Claris i Casademunt
Pau Claris i Casademunt (pronuncia catalana: [ˈpaw ˈklaɾis i kə.zə.ðəˈmun]; Barcellona, 1º gennaio 1586 – Barcellona, 27 febbraio 1641) è stato un politico spagnolo, presidente della Generalitat de Catalunya dal 1638 al 1641.

## Biografia
Proveniente da una famiglia di giuristi, originaria di Berga, divenne dottore in diritto canonico e civile ottenendo nel 1612 un canonicato nella diocesi di Urgell.
Iniziò la sua vita pubblica come difensore delle prebende del Capitolo di Urgell e intervenne in varie questioni di diritto ecclesiastico. In occasione delle Cortes di Barcellona del 1626 si oppose alla paventata Unión de Armas e alle richieste fiscali avanzate dal Conte Duca di Olivares. Nel luglio 1638, venne nominato deputato del braccio ecclesiastico alle Corti catalane insieme a Francesc de Tamarit (deputato del braccio militare o aristocratico) e Josep Miquel Quintana (deputato del braccio reale o delle città), divenendo quindi presidente della Generalitat de Catalunya, carica che ricoprì fino al 1641.
In questo periodo Claris dovette affrontare vari problemi sia di natura interna, relativi all'acquartieramento delle truppe spagnole sul territorio catalano per fronteggiare l'invasione francese e alle violenze commesse da queste, sia di natura esterna, legati all'invasione francese del Rossiglione e alla resa di Salses. I conflitti con le autorità vicereali culminarono con l'incarcerazione di Francesc de Tamarit il 18 marzo del 1640. Nei mesi di aprile e maggio si ebbero altri incidenti, con saccheggi da parte dei tercios e proteste contro l'incarcerazione di Tamarit da parte della popolazione. Nonostante il viceré viceré di Catalogna Dalmau de Queralt avesse fatto liberare Francesc de Tamarit il 22 maggio, il 7 giugno 1640 diverse centinaia di ribelli (perlopiù braccianti agricoli e membri dei gruppi armati somatén) entrarono a Barcellona e uccisero durante gli scontri diversi funzionari governativi tra i quali lo stesso viceré che aveva tentato la fuga: tale evento è noto come Corpus de Sang.
Questo evento innescò la rottura definitiva tra la Generalitat e il governo del Conte Duca di Olivares, che aveva sino ad allora cercato una soluzione prudente di compromesso, vista anche la scarsità di forze militari spagnole disponibili. L'imminente invasione castigliana costrinse Pau Claris a chiedere aiuto militare alla Francia (patto di Céret del 24 settembre del 1640). Il 16 gennaio del 1641, la Junta de Brazos accettò la proposta di Claris di porre la Catalogna, retta da un regime repubblicano, sotto la protezione del re di Francia, decisione ratificata anche dal Consiglio dei Cento il giorno successivo. Tale decisione diede vita all'effimera Repubblica Catalana sotto la protezione francese.
La vita della Repubblica, tuttavia, fu di breve durata in quanto, di fronte al pericolo imminente di un assedio di Barcellona da parte dell'esercito del Pedro Fajardo de Zúñiga y Requeséns, marchese di Los Vélez, Pau Claris e la Junta de Brazos dovettero piegarsi alle pressioni francesi e riconoscere il 23 gennaio il re di Francia, Luigi XIII, come conte di Barcellona. Venne inoltre decisa la creazione di una Junta de Guerra, posta sotto il controllo della Junta de Brazos e del Consiglio dei Cento e presieduta da Joan Pere Fontanella.
Pochi giorni dopo l'esercito franco-catalano sconfisse le truppe spagnole nella battaglia di Montjuic il 26 gennaio 1641. Circa un mese dopo Pau Claris morì, per cause naturali.